# 리크리트 티라바니자
리크리트 티라바닛(Rirkrit Tiravanija, [rɯk-rit tira-wanit], [Tea-rah-vah-nit])은 뉴욕, 베를린 및 태국 치앙마이에 거주하는 태국계 현대 예술가이다. 1961년 아르헨티나 부에노스아이레스에서 태어났다. 그의 설치는 종종 식사, 요리, 독서 또는 음악 연주를 위한 무대나 방의 형태를 취한다. 생활과 사교를 위한 건축이나 구조는 그의 작업에서 핵심 요소이다.

## 생애
태국 외교관과 구강외과 의사의 아들인 티라바니자는 1961년 부에노스아이레스에서 태어나 태국, 에티오피아, 캐나다에서 자랐다. 칼턴 대학교에서 처음 역사를 공부한 후 토론토의 Ontario College of Art(1980–1984), Banff Center School of Fine Arts(1984), 시카고 예술대학(1984–1986), 그리고 뉴욕의 휘트니 미술관(1985-1986) 등을 다녔다. 1982년 맨해튼으로 이사했다.

## 작업

### 예술적 프로젝트
미술사가 Rochelle Steiner에 따르면 티라바니자의 작업은 "기본적으로 사람들을 하나로 모으는 것"이다. 1990년대 초반에 설치한 작가의 설치 작품에는 갤러리 관람객을 위한 요리가 포함되어 있다. 그가 가장 잘 알려진 시리즈 중 하나인 팟타이(1990)를 시작으로 뉴욕 폴라 앨런 갤러리에서 그는 전통 예술품을 거부하고 전시 방문객을 위해 요리와 음식을 제공했다. 그는 2007년 Chelsea의 David Zwirner Gallery에서 원본 요소를 사용하고 작품 이름을 Untitled(free still)로 재창조했다. 1995년 그는 카네기 미술관에서 열린 카네기 국제 전시회에서 비슷한 제목의 작품을 선보였는데, 그곳에서 그는 방문객들을 위해 준비한 동남아시아 그린 카레 요리 지침이 담긴 벽면 텍스트를 포함했다. 2012년 라 트리엔날레 개막의 서곡으로 티라바니자는 그랑 팔레의 본당을 똠 카 까이로 구성된 대규모 12시간 연회로 변모 시키도록 초대되었다(2012).
그의 전시회는 종종 참가자 간의 상호 작용과 교환을 기반으로 한다. 티라바니자의 East Village 아파트를 재현한 Untitled 1999에 살았던 학생들과 같은 일부 관람객은 실제로 전시 기간에 들어왔다. 런던의 서펜타인 갤러리에서 열린 2005년 개인전에서는 이 아파트의 실물 크기 복제품 2개를 선보였으며 주방, 욕실, 침실이 완비되어 있다. 다른 프로젝트에서 그는 갤러리 공간의 입구를 벽돌로 만들어 해당 전시 기간 뚫을 수 없도록 만들었다. 티라바니자는 벽에 "Ne Travaillez Jamais"라는 문구를 적었다. 이 문구는 1968년 5월 파리에서 일어난 항의 폭동에서 가져온 문구이다.
티라바니자가 오브제를 만들 때, 그것들은 대부분 전시와 연결된 배수이며 일시적이다. 1990년대 초반부터 티라바니자는 그의 작업의 하나로 배낭, 조리 기구 및 지도 형태로 여러 가지를 출판했다. 요리나 캠핑에 사용되는 이러한 평범한 물건은 오늘날 작가의 초기 프로젝트에 대한 추억으로 작용하며 물리적이든 순전히 상상이든 간에 새로운 상호 작용을 자극한다. Untitled 2008–2011(the map of the land of feeling)에서 티라바니자는 1988년과 2008년 사이 그의 삶과 작업에 대한 시각적 연대기를 보여준다.
1997년 티라바니자는 필립 존슨의 Glass House(1949)의 어린이 크기 버전인 근대미술관의 조각 정원 Untitled: 1997(Glass House)에 설치하면서 모더니즘 건축과의 만남을 시작했다. 마찬가지로, Untitled 2002(he promised)는 West Hollywood에 있는 Rudolf M. Schindler의 Kings Road House(1922)에서 영감을 받은 크롬 및 강철 구조 내에서 DJ 세션에서 영화 상영에 이르기까지 다양한 활동의 장이다. 티라바니자의 Untitled 2006(파빌리온, 테이블 및 퍼즐) 설치에서 방문객들은 간이 탁자에 모여 외젠 들라크루아의 1830 걸작, 민중을 이끄는 자유의 여신의  프랑스 식민 아프리카에서 사용하기 위해 Jean Prouvé가 설계한 건물의 복제품인 파빌리온과 같은 구조로 전경을 완성한다. Asile Flottant(2010)를 위해 그는 르 코르뷔지에의 동명 보트 스케치를 만들고 그 일부를 갤러리에 삽입했다. 르 코르뷔지에의 바지선은 구세군을 위해 말 그대로 파리의 거리를 배회하는 방랑자들을 위한 임시 쉼터를 제공하기 위해 떠다니도록 설계되었다. 치앙마이에 건설된 티라바니자의 바지선은 예술가가 디자인한 정치 티셔츠와 전 세계에서 수집한 다른 티셔츠를 모두 수용하는 파빌리온 역할을 하는 것이었다.
2004년 뉴욕에 있는 솔로몬 R. 구겐하임 미술관은 티라바니자에게 휴고 보스 상(Hugo Boss Prize)을 수여하고 더 공공연한 정치적인 분위기를 풍기는 그의 작품 전시회를 개최했다. 이번 전시에 소개된 Untitled 2005(The Air Between the Chain-Link Fence and the Broken Bicycle Wheel)는 작가가 박물관 내에 단순 기술 해적 텔레비전 방송국을 설치하여 대중 매체에 대한 정부의 통제에 대해 언급한 설치 작품이다. 텔레비전 세트와 의자가 있는 작은 나무 구조와 함께 방송 장비로 사용되는 간단한 금속 안테나와 케이블. 갤러리 벽에 티라바니자는 미국 수정 헌법 제1조(표현의 자유 옹호)의 글, 미국 라디오나 텔레비전 통신의 역사, 첨단 방송 장비 건설에 대한 간단한 지침을 표시했다. 티라바니자의 언론의 자유 지지는 베트남 전쟁 시위 진압에 관한 다큐멘터리인 저예산 영화 <처벌의 공원(Punishment Park)>(1971)을 방송하기로 한 그의 선택으로 전달된다.
2006/2007 시즌 빈 국립 오페라 극장에서는 전시 시리즈 "Safety Curtain"의 하나로 진행 중인 박물관에서 구상한 "Fear Eats the Soul"이라는 제목의 대규모 그림(176제곱미터)을 디자인했다.
Hans Ulrich Obrist와 Philippe Parreno와 함께 티라바니자는 2007년 맨체스터 국제 페스티벌에서 처음 공개된 후 2007년 아트 바젤에서 다수의 주요 현대 시각 예술가들의 참여로 오페라 Il Tempo del postino('Postman Time')를 공연했다.
그는 "It is not what you see that is important but what takes place between people(중요한 것은 보이는 것이 아니라 사람들 사이에서 일어나는 일이다)."라는 말을 남겼다.

### 큐레이터 프로젝트
티라바니자는 Hans Ulrich Obrist 및 Molly Nesbit와 함께 2003년 베니스 비엔날레에서 스테이션 유토피아 프로젝트의 공동 큐레이터였다. 1998년 그는 태국 북부의 Sanpathong 마을 근처에 있는 태국 예술가 Kamin Lerdchaiprasert와 함께 Land Foundation으로 알려진 협력 교육-생태 프로젝트를 공동 설립했다. 이 프로젝트는 현대 미술 개입과 농업 전통 가치를 결합한다. 치앙마이 지방 도시에서 남서쪽으로 6 헥타르의 토지는 소유권이 없는 열린 공간 또는 커뮤니티로 경작될 예정이며 거주자와 예술가는 토지를 개발, 쌀 재배, 지속 가능한 주택 건설, 채널링, 태양광 발전을 위한 실험실로 사용할 수 있다. 티라바니자는 또한 방콕에 있는 Gallery VER라는 집합적 대안 공간의 일부이다. 그는 치앙마이에서 그의 주요 거주지와 스튜디오를 유지하고 있다.
2009년에 티라바니자는 기존의 빌바오 구겐하임 미술관의 별관인 Guggenheim Urdaibai의 모델과 아키텍처를 정의하기 위해 설립된 싱크 탱크의 일원이었다.

### 영화
티라바니자는 2008년 Chew Fat을 출시했다. 이 작품은 1990년대에 비평가들의 주목을 받은 같은 세대에 속하는 티라바니자가 선택한 12명의 예술가의 영화적 초상화를 보여준다. 그들은 서로 친구로서, 국제적 성공을 거두었다. 이름에 걸맞게 일, 경력 등 개인적인 문제로 자연스럽게 대화가 흐르는 편안한 분위기를 자아낸다.
뉴욕의 솔로몬 R. 구겐하임 미술관에서 열린 "anyspacewhatever" 전시회의 하나로 초연 되었다. 티라바니자의 두 번째 장편 영화인 Lung Neaw Visits His Neighbours가 2011년에 개봉했다. 이 영화는 제68회 베네치아 국제 영화제의 오리종티 부문에서 상영되었다. 이 다큐멘터리는 최근 방콕의 정치적 혼란에서 멀리 떨어진 치앙마이의 고요한 마을에 사는 은퇴한 농부의 모습을 보여준다. 많은 사람이 평등, 기회, 민주주의를 요구하는 순간에 우리는 Lung Neaw에게서 그의 환경과 그의 동료 마을 사람들에 대한 연민이 특징인 존재를 본다. 영화는 한 남자가 주변과의 겸손한 대화를 관조적으로 보여준다.

### 교육
티라바니자는 컬럼비아 대학교의 예술 학부의 시각 예술 전문 실습 교수이다.

## 전시회
티라바니자의 작품은 뉴욕 드로잉 센터(2008)에서의 개인전을 포함하여 전 세계의 박물관과 갤러리에서 널리 소개되었다. 그의 작품이 있는 장소는 파리 시립 근대미술관(2005), 서펜타인 갤러리, 런던(2005), Galerie für Zeitgenössische Kunst, 라이프치히(2003), 빈(2002); Portikus, 프랑크푸르트(2001), 현대미술센터, 기타 큐슈, 일본(2000), 로스앤젤레스 카운티 미술관(1999), 뉴욕 근대미술관(1997)등이다.
그는 로테르담의 보이만스 판뵈닝언 미술관에서 회고전을 가졌고, 그 후 파리와 런던에서 전시되었다. 그는 Sharjah Biennial 8, 아랍에미리트(2007)와 같은 주목할 만한 그룹 전시회에 참가했다. 27회 상파울루 비엔날레, 브라질(2006), Whitney Biennial 2006: Day for Night, 뉴욕(2005), 제 50회 베네치아 비엔날레(2003), 뮌스터 조각 프로젝트(1997), 제 9회 광주 비엔날레(2012)에 참가했다.
2019년, 워싱턴 DC의 허쉬혼 박물관과 조각 정원은 "Rirkrit Tiravanija(who’s afraid of red, yellow, and green)" 라는 이름의 초연을 통해 박물관의 갤러리를 공동 식사 공간으로 탈바꿈했고, 지역 예술가들을 초대했다. 3개월 간의 전시 기간 공동 벽화 제작. 박물관 방문객들은 카레 한 그릇을 먹을 수 있는 기회를 얻었으며 특히 1963년 마틴 루터 킹 주니어의 직업과 자유를 위한 워싱턴 행진과 같은 중요한 역사적 사건을 묘사한 벽화 주변에 전시된 벽화에 대해 서로 토론했다. 전시회 제목과 카레의 색상은 최근 태국 정부의 시위에서 다양한 파벌이 입는 다양한 색상을 언급했다. 티라바니자는 이번 전시의 목적과 카레의 삼색이 "이미지의 음식을 생각하며 배를 채우는 음식"이라고 주장했다.

## 비평
예술가의 사회적 역할을 탐구하는 티라바니자의 작품은 프랑스 큐레이터 Nicolas Bourriaud에 의해 관계 예술 개념의 모범으로 정기적으로 인용되었다. 그러나 티라바니자의 작품을 관계 예술의 패러다임으로 언급하면서 Claire Bishop은 그의(그리고 RA의) 해방적 주장에 도전하고 그를 (RA 운동의 일부로서) "국제 예술 현장에서의 유비쿼터스 존재", "보상적(그리고 자기축하적) 오락으로 붕괴" 등의 평을 내렸다.

## 일부 작품 목록
- untitled 1990 (pad-see-ew) (1990/2002), San Francisco Museum of Modern Art[24]
- untitled (free/still) (1992/1995/2007/2011-), Museum of Modern Art, New York[25]
- Untitled (rucksack installation) (1993), Museum of Modern Art, New York[26]
- Catalogue (Back of Postcard Reads) Memories (1997), Walker Art Center, Minneapolis[27]
- untitled 2002 (he promised) (2002), The Guggenheim, New York[28]
- (a film title for an unrealized film) (2004), Whitney Museum of American Art, New York[29]
- Untitled (Cooking corner version # 3) (2005), Centre Pompidou, Paris[30]
- Untitled, 2005 (sleep on earth, eat on sand) (2005), Tate, London[31]
- untitled 2006 (pavilion, table, and puzzle representing the famous painting by Delacroix La Liberté Guidant le Peuple, 1830) (2006), Walker Art Center, Minneapolis[32]
- Untitled (bicycle shower) (2010), Baltimore Museum of Art[33]
- (Who's Afraid of Red, Yellow, and Green) (2010), Hirshhorn Museum and Sculpture Garden, Smithsonian Institution, Washington, DC[34]
- Fear Eats the Soul (2011), Glenstone, Potomac, Maryland[35]
- untitled 2014 (up against the wall motherfucker) (2014), Hammer Museum, Los Angeles[36]

## 개인 생활
티라바니자는 1991년 화가 Elizabeth Peyton과 결혼했다. 그들은 1990년대 후반에 별거 했고 2004년에 이혼했다. 그들은 각각 뉴욕의 Gavin Brown의 Enterprise 갤러리와 베를린의 neugerriemschneider로 대표된다.